# 完全なるライブハウスツアー2016 〜猫耳捨てて走り出すに゛ゃー〜
『完全なるライブハウスツアー2016 〜猫耳捨てて走り出すに゛ゃー〜』（かんぜんなるライブハウスツアー2016 〜ねこみみすててはしりだすにゃー〜）は、わーすたが行った初のライブハウスツアーであり、2017年2月22日にiDOL Streetから発売されたBlu-rayである。2ndシングル『ゆうめいに、にゃりたい。』と同日発売となる。

## 概要
「Blu-ray Disc3枚組(スマプラ対応)」(初回生産限定盤)、「Blu-ray Disc(スマプラ対応)」(通常盤)、「Blu-ray Disc3枚組(スマプラ対応)+Tシャツ」(mu-moショップ限定 初回生産限定盤)の3形態で発売。
Blu-rayにはスマプラムービーのPINコードが封入されていて、Blu-rayの映像をスマートフォンにダウンロードすることが可能である。映像をスマートフォンだけで見るにはこのスマプラムービーが唯一の方法となる。なお、通常盤に収録されたツアーファイナルのライブ音源が「完全なるライブハウスツアー2016 〜猫耳捨てて走り出すに゛ゃー〜 12/11(日)Final@渋谷O-WEST」のタイトルでライブアルバムとして配信限定でリリースされている。
統括プロデューサーの樋口竜雄が「avex idol project Producer」としてクレジットされた最後の作品である。以降の作品では「Management Chief Producer」としてクレジットされている。

## 収録曲

### 初回生産限定盤・mu-moショップ限定 初回生産限定盤

#### DISC 1
10/22（土）@広島セカンドクラッチ
1. Overture
2. 完全なるアイドル
3. ワンダフル・ワールド
4. らんらん・時代
5. ぱわわわわん!!! パワーパフ ガールズ
6. グーチョキパンツの正義さん
7. NEW にゃーくにゃくにゃ水族館2
8. 好きな人とか居ますか
9. にこにこハンブンコ
10. ちいさな ちいさな
11. 僕だけのサンシャイン
12. いぬねこ。青春真っ盛り
13. うるとらみらくるくるふぁいなるアルティメットチョコびーむ

[encore]
1. 約束だから
2. いぬねこ。青春真っ盛り

10/23（日）@福岡 INSA
1. Overture
2. 完全なるアイドル
3. ワンダフル・ワールド
4. Zili Zili Love
5. Doki Doki♡today
6. グーチョキパンツの正義さん
7. NEW にゃーくにゃくにゃ水族館2
8. 好きな人とか居ますか
9. にこにこハンブンコ
10. ちいさな ちいさな
11. 黄昏バイシクル
12. いぬねこ。青春真っ盛り
13. うるとらみらくるくるふぁいなるアルティメットチョコびーむ

[encore]
1. 約束だから
2. いぬねこ。青春真っ盛り

#### DISC 2
10/29（土）@札幌 DUCE
1. Overture
2. 完全なるアイドル
3. ワンダフル・ワールド
4. らんらん・時代
5. Doki Doki♡today
6. グーチョキパンツの正義さん
7. NEW にゃーくにゃくにゃ水族館2
8. 好きな人とか居ますか
9. にこにこハンブンコ
10. ちいさな ちいさな
11. Peace! Smile Girl
12. 約束だから
13. いぬねこ。青春真っ盛り
14. うるとらみらくるくるふぁいなるアルティメットチョコびーむ

[encore]
1. ワンダフル・ワールド

11/06（日）@名古屋 RAD HALL
1. Overture
2. 完全なるアイドル
3. ワンダフル・ワールド
4. Zili Zili Love
5. ぱわわわわん!!! パワーパフ ガールズ
6. グーチョキパンツの正義さん
7. NEW にゃーくにゃくにゃ水族館2
8. 好きな人とか居ますか
9. にこにこハンブンコ
10. ちいさな ちいさな
11. きっとFor You!
12. 約束だから
13. いぬねこ。青春真っ盛り
14. うるとらみらくるくるふぁいなるアルティメットチョコびーむ

[encore]
1. うるとらみらくるくるふぁいなるアルティメットチョコびーむ

#### DISC 3
11/12（土）@神戸 SLOPE
1. Overture
2. 完全なるアイドル
3. ワンダフル・ワールド
4. らんらん・時代
5. ぱわわわわん!!! パワーパフ ガールズ
6. グーチョキパンツの正義さん
7. NEW にゃーくにゃくにゃ水族館2
8. 好きな人とか居ますか
9. にこにこハンブンコ
10. ちいさな ちいさな
11. キミ恋てれぱしー
12. 約束だから
13. いぬねこ。青春真っ盛り
14. うるとらみらくるくるふぁいなるアルティメットチョコびーむ

[encore]
1. ワンダフル・ワールド

12/11（日）Final @渋谷 O-WEST
1. Overture
2. 完全なるアイドル
3. ワンダフル・ワールド
4. らんらん・時代
5. ぱわわわわん!!! パワーパフ ガールズ
6. グーチョキパンツの正義さん
7. NEW にゃーくにゃくにゃ水族館2
8. 好きな人とか居ますか
9. にこにこハンブンコ
10. ちいさな ちいさな
11. 約束だから
12. いぬねこ。青春真っ盛り
13. うるとらみらくるくるふぁいなるアルティメットチョコびーむ

[encore]
1. ゆうめいに、にゃりたい。
2. 約束だから

### 通常盤
12/11（日）Final @渋谷 O-WEST
1. Overture
2. 完全なるアイドル
3. ワンダフル・ワールド
4. らんらん・時代
5. ぱわわわわん!!! パワーパフ ガールズ
6. グーチョキパンツの正義さん
7. NEW にゃーくにゃくにゃ水族館2
8. 好きな人とか居ますか
9. にこにこハンブンコ
10. ちいさな ちいさな
11. 約束だから
12. いぬねこ。青春真っ盛り
13. うるとらみらくるくるふぁいなるアルティメットチョコびーむ

[encore]
1. ゆうめいに、にゃりたい。
2. 約束だから

## 音楽配信

### ライブ音源配信
Blu-ray発売日にあたる2月22日に、通常盤に収録されたツアーファイナルのライブ音源が「完全なるライブハウスツアー2016 〜猫耳捨てて走り出すに゛ゃー〜 12/11(日)Final@渋谷O-WEST」のタイトルでライブアルバムとして配信限定でリリースされている。ライブ映像作品から音源のみを一つのライブアルバムとして独立させ配信するのは、iDOL Streetでは本作が初めてである。
一部を除き、どのサービスも「Blu-ray Disc(スマプラ対応)」(通常盤)のBlu-rayに収録されている15曲のうち、アンコールの「約束だから」を除く14曲が配信されている。